# Fortaleza de Baticaloa

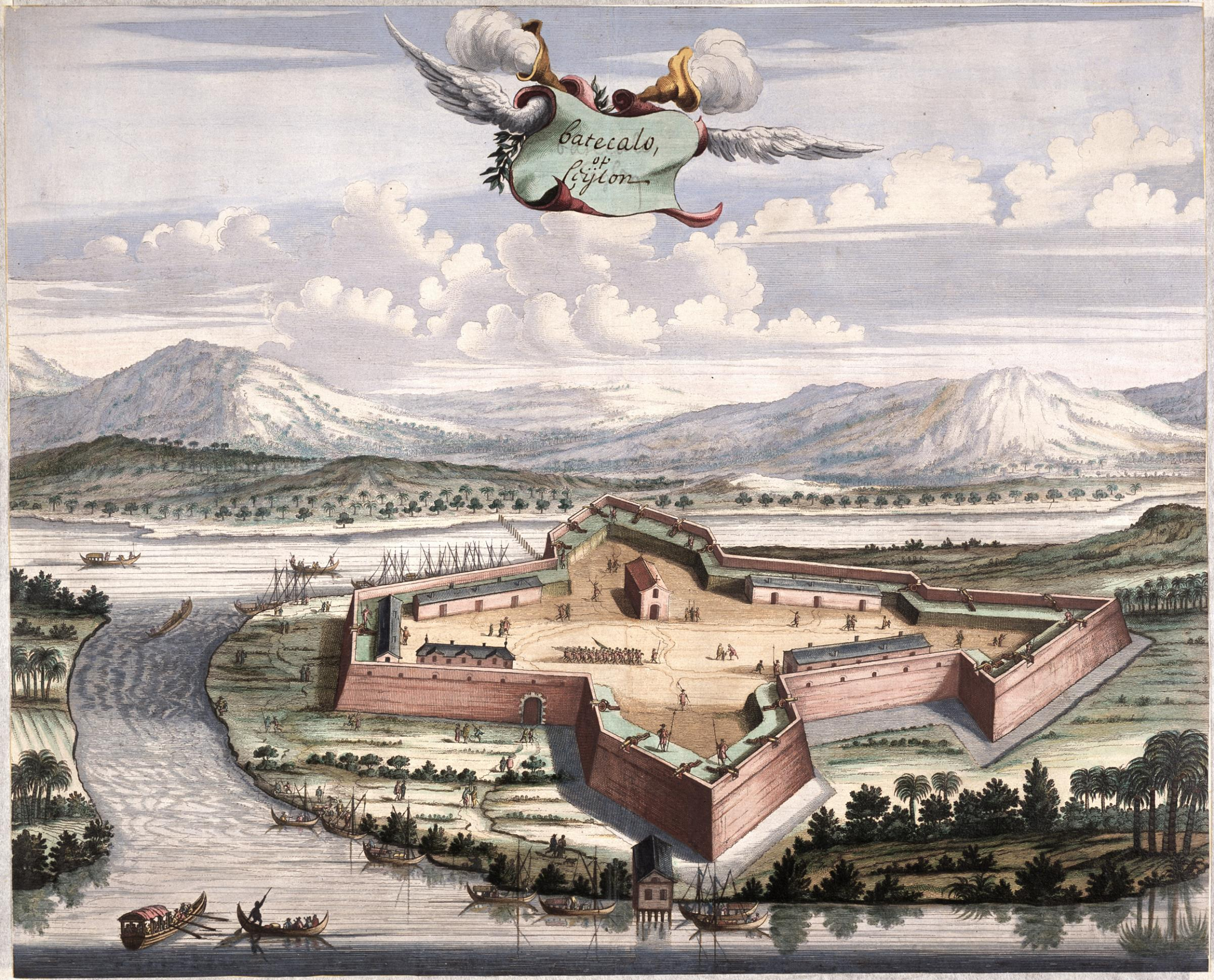
A fortaleza de Baticaloa.

A Fortaleza de Baticaloa é uma fortificação existente na cidade de Baticaloa, no Sri Lanka, originalmente construída pelos portugueses e conhecida então como Fortaleza de Nossa Senhora da Penha de França de Batecalou.
Construída pelos portugueses após a conquista de Baticaloa, a fortaleza de Nossa Senhora da Penha de França possuía planta quadrangular com três baluartes mas a fortificação hoje possui quatro baluartes, indicando a remodelação executada pelos holandeses.
A região era conhecida como "reino de Batecalou" e dependia do Reino de Cândia, situado no centro montanhoso da ilha, inimigo dos portugueses e que comunicava com o exterior através de Baticaloa e Trincomalee. Depois de recebidas ordens de Lisboa para a fortificação de ambos os lugares, Baticaloa foi conquistada pelo capitão-geral D. Constantino de Sá de Noronha em 1628, tendo a fortaleza de Nossa Senhora da Penha de França demorado dois anos a construir. Foi conquistado pela Companhia Holandesa das Índias Orientais em 1638. A guarnição portuguesa era por então, de 40 soldados.